# Stormwatch
Stormwatch (1979) je album rockové skupiny Jethro Tull – třetí ve folk-rockové trilogii, mísící tradiční harmonie folku britských ostrovů s běžnou pop-rockovou hudbou. Album pojednává o zhoršujícím se životním prostředí, varuje před apokalyptickou budoucností, pokud lidstvo neupustí od své honby za ekonomickým růstem a nebude se věnovat přírodě. Je pesimističtější než předcházející Songs from the Wood a Heavy Horses.
Remasterované CD Stormwatch z roku 2004 obsahuje bonusy.

## Seznam skladeb
Všechny skladby napsal Ian Anderson, kromě Elegy od Davida Palmera a tradicionálu King Henry's Madrigal.
1. North Sea Oil – 3:12
2. Orion – 3:58
3. Home – 2:46
4. Dark Ages – 9:13
5. Warm Sporran – 3:33
6. Something's On The Move – 4:27
7. Old Ghosts – 4:23
8. Dun Ringill – 2:41
9. Flying Dutchman – 7:46
10. Elegy – 3:38
11. A Stitch In Time – 3:40 (bonus)
12. Crossword – 3:38 (bonus)
13. Kelpie – 3:47 (bonus)
14. King Henry's Madrigal – 3:01 (bonus)

## Obsazení
- Ian Anderson – zpěv, flétna, akustická kytara, baskytara
- Martin Barre - elektrická kytara, mandolína a akustická kytara
- Barriemore Barlow - bicí, percussion
- John Evan – klavír, varhany
- David Palmer – syntezátory, varhany a orchestrální aranže
- John Glascock – baskytara ve skladbách Flying Dutchman, Orion a Elegy
- Francis Wilson – recitace

## Zajímavosti
- Dun Ringill je historické místo z doby železné, tvrz na ostrově Skye, která byla původním sídlem klanu MacKinnon. Anderson v blízkosti Kilmarie House vlastnil dům, který prodal v roce 1994. [nedostupný zdroj]
- Někdy se povídá, že „Elegy“ byla pocta Johnoovi Glascockovi, který byl velmi vážně nemocen kvůli vrozené srdeční vadě a krátce po vydání alba zemřel. Ve skutečnosti to je žalozpěv pro otce Davida Palmera a je to jedna z mála skladeb alba, na kterých Glascock hrál, protože většinu basových partů alba nahrál Ian Anderson.